# Liste der Kulturgüter in Tujetsch
Die Liste der Kulturgüter in Tujetsch enthält alle Objekte in der Gemeinde Tujetsch im Kanton Graubünden, die gemäss der Haager Konvention zum Schutz von Kulturgut bei bewaffneten Konflikten, dem Bundesgesetz vom 20. Juni 2014 über den Schutz der Kulturgüter bei bewaffneten Konflikten sowie der Verordnung vom 29. Oktober 2014 über den Schutz der Kulturgüter bei bewaffneten Konflikten unter Schutz stehen.
Objekte der Kategorie A sind im Gemeindegebiet nicht ausgewiesen, Objekte der Kategorie B sind vollständig in der Liste enthalten, Objekte der Kategorie C fehlen zurzeit (Stand: 1. Januar 2023).

## Kulturgüter
| Foto |                                                                          | Objekt                                                                        | Kat. | Typ | Standort                                        | Beschreibung |
| ---- | ------------------------------------------------------------------------ | ----------------------------------------------------------------------------- | ---- | --- | ----------------------------------------------- | ------------ |
| ja   | Datei hochladen · Wikidata zu Kapelle St. Anna (Q29785217)               | Kapelle Sontga Onna / Chaplutta Sontga Onna KGS-Nr.: 03366                    | B    | G   | Camischolas, Via Sontga Onna 24 701530 / 170680 |              |
| ja   | Datei hochladen · Wikidata zu Katholische Kirche Sogn Vigeli (Q29785220) | Katholische Kirche Sogn Vigeli / Baselgia catolica Sogn Vigeli KGS-Nr.: 03367 | B    | G   | Sedrun, Cadruvi 6 702260 / 170689               |              |